# The Murrough Wetlands SAC
The Murrough Wetlands SAC este o arie protejată (arie specială de conservare — SAC, sit de importanță comunitară — SCI) din Irlanda întinsă pe o suprafață de 602,7 ha, integral pe uscat.

## Localizare
Centrul sitului The Murrough Wetlands SAC este situat la coordonatele 53°02′20″N 6°02′54″W / 53.038793°N 6.048379°V.

## Înființare
Situl The Murrough Wetlands SAC a fost declarat sit de importanță comunitară în mai 1998 pentru a proteja 28 de specii de animale. Situl a fost protejat și ca arie specială de conservare în decembrie 2017.

## Biodiversitate
Situată în ecoregiunea atlantică, aria protejată conține 6 habitate naturale: Vegetație anuală la limita mareei, Vegetație perenă pe țărmurile stâncoase, Pășuni atlantice udate de apa mării (Glauco-Puccinellietalia maritimae), Pășuni mediteraneene udate de apa mării (Juncetalia maritimi), Mlaștini calcaroase cu Cladium mariscus și specii de Caricion davallianae, Mlaștini alcaline.
La baza desemnării sitului se află mai multe specii protejate de  păsări (28): lăcar-de-lac (Acrocephalus scirpaceus), pescăruș albastru (Alcedo atthis), rață lingurar (Anas clypeata), rață pitică (Anas crecca), rață fluierătoare (Anas penelope), rață mare (Anas platyrhynchos), rață pestriță (Anas strepera), Anser albifrons flavirostris, gâscă cenușie (Anser anser), Branta bernicla, prundaș gulerat mare (Charadrius hiaticula), erete de stuf (Circus aeruginosus), erete vânăt (Circus cyaneus), lebădă de iarnă (Cygnus cygnus), egretă mică (Egretta garzetta), cufundar mic (Gavia stellata), scoicar (Haematopus ostralegus), pescăruș mic (Larus minutus), pescăruș râzător (Larus ridibundus), culic mare (Numenius arquata), cormoran mare (Phalacrocorax carbo), ploier auriu (Pluvialis apricaria), cristei de baltă (Rallus aquaticus), chiră mică (Sterna albifrons), corcodel mic (Tachybaptus ruficollis), călifar alb (Tadorna tadorna), fluierarul cu picioare roșii (Tringa totanus), nagâț (Vanellus vanellus).
Pe lângă speciile protejate, pe teritoriul sitului au mai fost identificate 3 specii de plante, 2 specii de păsări, 1 specie de amfibieni, 2 specii de mamifere, 8 specii de nevertebrate.